# فرانسیس مکنزی، بارون اول سیفورث
فرانسیس مکنزی، بارون اول سیفورث (انگلیسی: Francis Mackenzie, 1st Baron Seaforth؛ ۹ ژوئن ۱۷۵۴ – ۱۱ ژانویه ۱۸۱۵) فرد نظامی اهل پادشاهی بریتانیای کبیر بود. وی همچنین برندهٔ جوایزی همچون همکار انجمن سلطنتی شده‌است.